# Jüdischer Friedhof (Duisburg, Sternbuschweg)

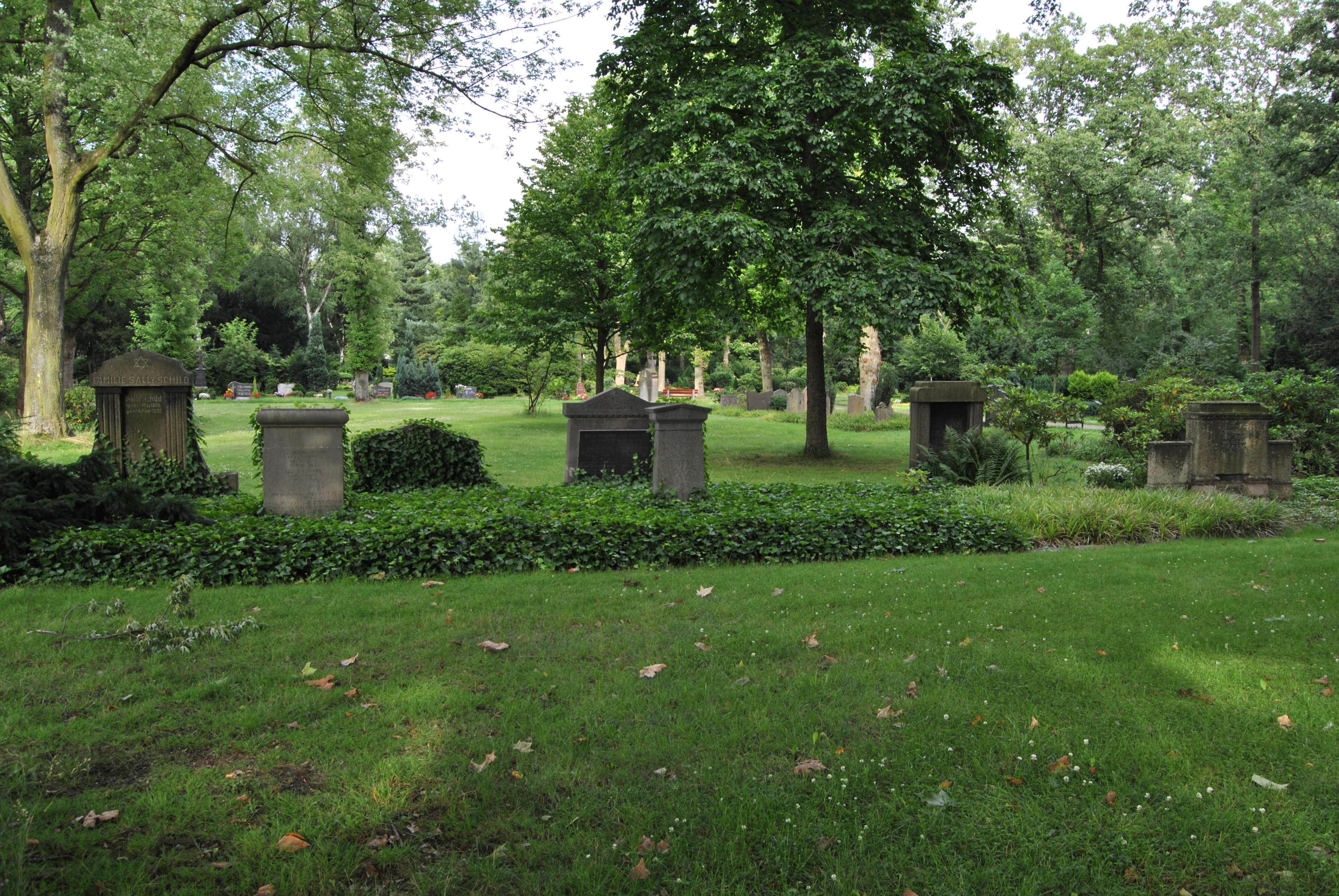
Jüdischer Friedhof Sternbuschweg (2012)

Der Jüdische Friedhof Duisburg, Sternbuschweg befindet sich in der kreisfreien Stadt Duisburg in Nordrhein-Westfalen. Der jüdische Friedhof liegt am Sternbuschweg. Auf dem Friedhof, der von 1881 bis 1983 belegt und 1919 erweitert wurde, befinden sich 68 Grabsteine. Der Begräbnisplatz beherbergt auch 27 Gräber vom alten Duisburger Friedhof.